# Volkhard Meyer-Burg
Volkhard Meyer-Burg (* 17. April 1938 in Bremen) ist ein deutscher Architekt in Bremen.

## Biografie
Meyer-Burg ist der Sohn des Arztes Gustav Meyer-Burg.
Er studierte von 1956 bis 1963 Architektur an der Technischen Universität Berlin und an der Technischen Hochschule Braunschweig.
Danach plante er als selbstständiger Architekt in Bremen, zeitweise auch um 1972/76 in einer Planungskooperative mit Albrecht, Krüger und Stelling eine Reihe bekannter Bauten, u. a. 1973 ein Geschäftshaus mit Drugstore und Café Am Wall 164, 1975 das bereits seit 2018 denkmalgeschützte Geschäftshaus Bischofsnadel, 1981/1998 das Kulturzentrum Schlachthof und 1993 nach einem Wettbewerb das Rathaus Achim. Er entwarf eine Reihe von Wohn- und Geschäftshäusern für den Unternehmer Klaus Hübotter.
Meyer-Burg hat mit seiner Lebenspartnerin, der Objektkünstlerin Jutta Virus, eine Tochter.

## Werke (Auswahl)
Werke in Bremen:

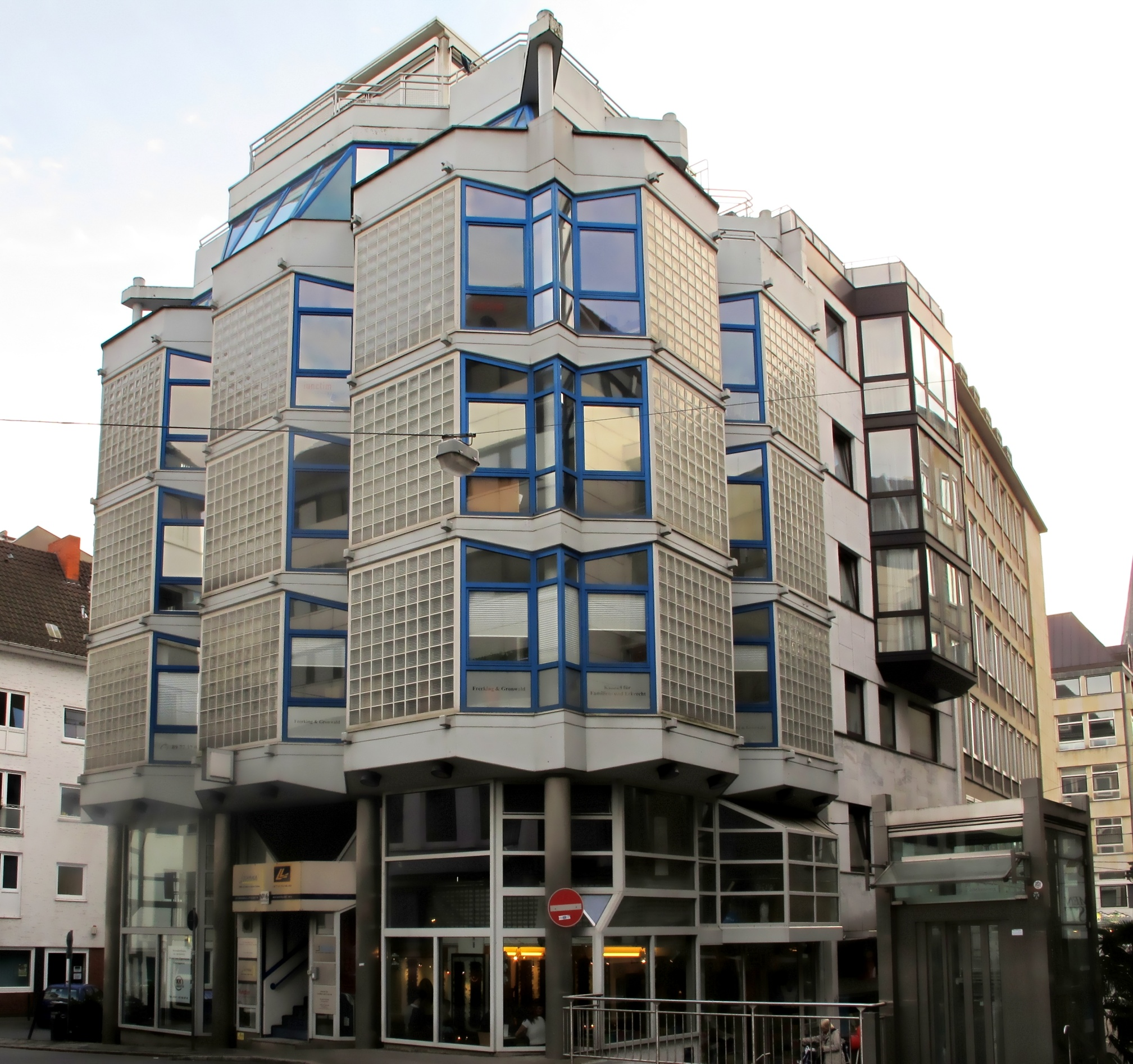
Geschäftshaus Bischofsnadel

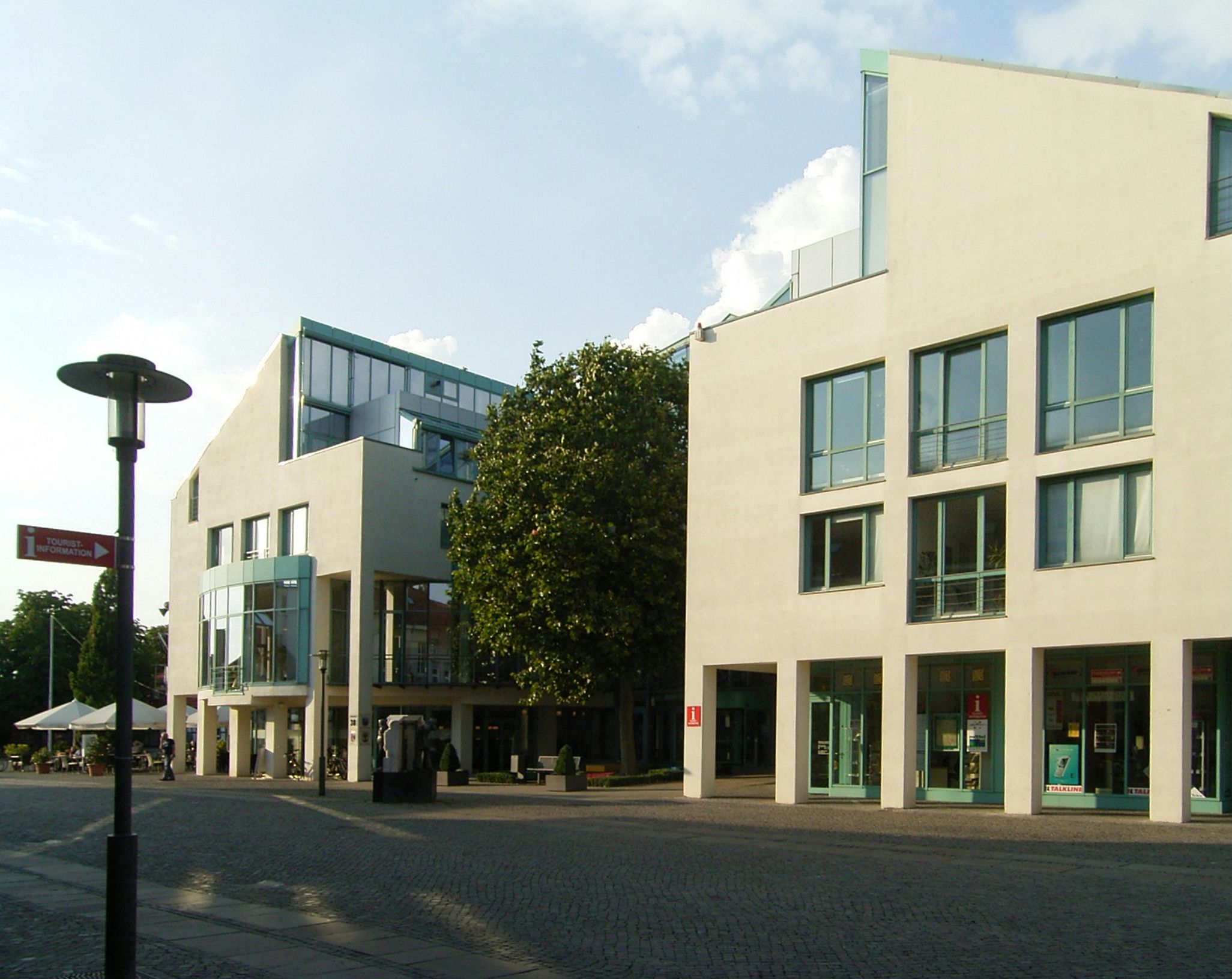
Rathaus Achim

- 1966: Umbau eines Wohnhauses in Lesum, Hindenburgstraße
- 1968: Laubenganghaus in St. Magnus, Unter den Linden 2
- 1973: Geschäfts-, Büro- und Wohnhaus (Drugstore und Café), Am Wall 164, zusammen mit Olaf Dinné
- 1974/75: Wohnanlage in Oberneuland, Wilhelm-Böhmert-Straße 6
- 1975 mit Karl-Heinz Stelling: Schulzentrum „Im Holter Feld“ in Sebaldsbrück (für die Mercedes-Benz-Erweiterung 2002 abgerissen)
- 1975: Geschäftshaus Bischofsnadel 6 in der Altstadt für den Unternehmer Klaus Hübotter
- 1980: Wohnhaus im Ortsteil Ostertor, Körnerwall 9 im Ortsteil Ostertor
- 1981/1998: Kulturzentrum Schlachthof am Rand der Bürgerweide, Findorffstraße 51, BDA-Preis 1982
- 1982: Wohnanlage Bleicherstraße im Ostertor
- 1983: Mehrfamilienhaus im Rembertiviertel, Fedelhören 14/17
- 1985: Wohnanlage Salvador-Allende-Straße 16/20 im Ostertor
- 1987: Wohnhaus Landweg 10 im Ostertor
- 1991: Wohn- und Geschäftshaus Fedelhören 6 im Ostertor
- 1995: Wohnhaus Körnerwall 7 im Ostertor

In Achim:
- 1993: Rathaus Achim, Obernstraße 38